# شركة بستان إيران
شركة بستان إيران (بالفارسية: شركت بستان ايران) هي بلدة وقرية تابعة للشركة في منطقة نجمباد الريفية، في المنطقة الوسطى من مقاطعة نزار آباد، مقاطعة ألبرز، إيران. في تعداد عام 2006، كان عدد سكانها 85 نسمة، في 29 أسرة.